# Vale Park
Il Vale Park è uno stadio di calcio situato a Burslem, Stoke-on-Trent, in Inghilterra. È lo stadio del Port Vale F.C., che gioca in questo campo dal 1950.
La struttura, a causa delle sue numerose risttrutturazioni, ha avuto con il passare del tempo numerosi cambiamenti per quanto riguarda la capacità: il suo picco per il numero di posti disponibili è di 42.000 nel 1954 contro il Blackpool, anche se il record di presenze è di 49.768 persone per il quinto turno della FA Cup contro l'Aston Villa.

## Football americano
il 6 settembre 1987 l Vale Park ha ospitato il Division One Bowl, finale del campionato di terzo livello della Budweiser League.
| Stoke-on-Trent 6 settembre 1987 I Division One Bowl | Ealing Eagles | 7 – 27 | Ashton Oilers | Vale Park |